# Преображенская церковь (Нежин)
Преображенская церковь — православный храм и памятник архитектуры национального значения в Нежине.

## История
Постановлением Кабинета Министров УССР от 06.09.1979 № 442 «Про дополнение списка памятников градостроения и архитектуры Украинской ССР, которые находятся под охраной государства» («Про доповнення списку пам'яток містобудування і архітектури Української РСР, що перебувають під охороною держави») присвоен статус памятник архитектуры национального значения с охранным № 1768 под названием Преображенская церковь.
Не установлена информационная доска.

## Описание
На Черниговщине это один из двух сохранившихся храмов данного типа, другой — Георгиевский собор. Церковь построена в 1757 году в стиле барокко в предместье Нежина Новый город. Возведена рядом с деревянной Преображенской церковью XVII века.
Каменная, четырёхстолпная, одноапсидная церковь. В плане образовывает квадрат с округлёнными углами и гранёными притворами с северной и южной сторон. Является редким примером сочетания крестообразного объёма и традиционного трёхверхого завершения — купола размещены на оси запад—восток. В 1857 году с западной стороны храма пристроена «тёплая» церковь с трёхъярусной колокольней, не сохранились. Также в этот период были изменены барокковое главы на классические полусферические. В XVIII веке при храме действовали школа и госпиталь.
17 мая 1861 года во дворе храма остановилась похоронная процессия, перевозившая тело Тараса Шевченко на Украину, справлена панихида. Этому событию во дворе установлен памятный знак.
В 1930-е годы храм был закрыт для богослужения и использовался как военный склад.
В 1999 году развалины храма были переданы религиозной общине, с 2002 года ведутся реставрационные работы.